# Leszek Kowalewski (aktor)
Leszek Kowalewski (ur. 14 października 1946 w Warszawie, zm. 10 sierpnia 1990 tamże) – polski aktor niezawodowy; występował w roli poety w filmie Rejs w reż. Marka Piwowskiego.

## Życiorys
Był rencistą w związku z przebytą w dzieciństwie chorobą opon mózgowych. Jako aktor debiutował na planie Rejsu w 1970 r. i występ w tym filmie był jego największym sukcesem aktorskim, w późniejszym okresie grał jeszcze epizodyczne role w filmach i serialach telewizyjnych w tym między innymi Sanatorium pod Klepsydrą z 1973 r., w reż. Wojciecha Jerzego Hasa. Amatorsko zajmował się rzeźbiarstwem w przydomowej pracowni.
10 sierpnia 1990 r. ciało Leszka Kowalewskiego zostało odnalezione na terenie warszawskiego Lasu Kabackiego. Sekcja zwłok ujawniła czterdzieści ran kłutych na ciele. Sprawców morderstwa nigdy nie ujęto. Niewyjaśnione zabójstwo Leszka Kowalewskiego jest tematem jednego z odcinków serialu dokumentalnego Listy gończe (prod. Multimedia Bank dla TVP, 2011-2012).

## Filmografia
- 1970: Rejs – poeta
- 1972: Trzeba zabić tę miłość – BHP-owiec w FSO.
- 1972: Szklana kula – Henio
- 1972: Poślizg – mężczyzna popychający wózek z Markiem
- 1973: Sanatorium pod Klepsydrą – genialny młodzieniec
- 1974: Pełnia nad głowami – ministrant
- 1975: Obrazki z życia – mężczyzna rozmawiający z impresariem na scenie
- 1976: Zaklęty dwór (serial: odcinek „Zagrożenie”) – obsada aktorska
- 1976: Przepraszam, czy tu biją? – mężczyzna u fryzjera
- 1977: Polskie drogi (serial; odcinek „Lekcja poloneza”) – uczeń w szkole tańca Fabiankiewicza
- 1978: Co mi zrobisz, jak mnie złapiesz – „kurdupel” w ośrodku rekreacyjnym
- 1984: Fetysz – dyrygent orkiestry osiedlowej
- 1985: Pewnego letniego dnia – Wacek
- 1987: W klatce – bezdomny w barze mlecznym
- 1988: Dziewczynka z hotelu Excelsior – obsada aktorska
- 1989: Odbicia (serial, odcinki: 3 i 4) – obsada aktorska